# Jan Fuglset
Jan Fuglset (né le 1er octobre 1945 à Molde en Norvège) est un joueur de football et entraîneur norvégien.
Son frère Tor Fuglset fut également joueur professionnel.

## Biographie

### Club
Il passe sa carrière en Norvège dans le club de sa ville, le Molde FK, entre 1963 et 1982, sauf de 1967 à 1972 où il évolue au Fredrikstad FK (52 buts en 93 matchs).
Il est le meilleur buteur du championnat norvégien lors de la saison 1971 puis lors de l'année 1976.
Au niveau international, il joue entre 1970 et 1974 avec l'équipe de Norvège, avec 6 buts inscrits en 20 matchs.

### Entraîneur
Après sa carrière de joueur, il devient entraîneur et prend les rênes de son ancien club le Molde FK à deux reprises, une première fois de 1982 à 1984, puis une seconde fois entre 1992 et 1993.

## Palmarès

### Joueur
- Finaliste de la Coupe de Norvège en 1969 et 1971 avec Fredrikstad

### Entraîneur
- Finaliste de la Coupe de Norvège en 1982 avec le Molde FK